# Арлен, Гарольд
Гарольд Арлен (англ. Harold Arlen), настоящее имя — Хаим Арлук (англ. Chaim Arlook); 15 февраля 1905, Буффало — 23 апреля 1986, Нью-Йорк) — американский композитор, автор более 500 песен, некоторые из которых получили мировую известность. Благодаря своему хиту «Over the Rainbow» для фильма «Волшебник страны Оз» (1939), Арлен занял лидирующую позицию в списке Great American Songbook.
Родился в семье еврейского кантора, в детстве учился игре на фортепиано, ещё в юности создал собственный ансамбль. Достигнув успеха в качестве певца и пианиста, Арлен в двадцатилетнем возрасте перебрался в Нью-Йорк, где первоначально был аккомпаниатором в водевилях. В 1930-е годы был автором музыки для известного ночного клуба «Cotton Club» в Гарлеме, а также впервые стал предлагать свои музыкальные труды для бродвейских мюзиклов и голливудских кинокартин. В 1940-е годы сотрудничал с поэтом-песенником Джонни Мерсером, благодаря чему появились такие хиты как «Blues in the Night», «That Old Black Magic», «Ac-Cent-Tchu-Ate the Positive» и другие. После смерти жены в 1970 году Арлен потерял интерес к жизни, стал избегать друзей и родственников, постепенно становясь затворником.
В 1971 году он был введен в национальный Зал славы композиторов.
Гарольд Арлен умер в Нью-Йорке в 1986 году в возрасте 81 года.

## Награды
- Оскар 1940 — «Лучшая песня» («Over the Rainbow» из «Волшебник страны Оз»)